# Cecidomyia mesasiatica
Cecidomyia mesasiatica är en tvåvingeart som först beskrevs av Boris Mamaev 1971.  Cecidomyia mesasiatica ingår i släktet Cecidomyia och familjen gallmyggor. Inga underarter finns listade i Catalogue of Life.